# Battenberg (Eder)

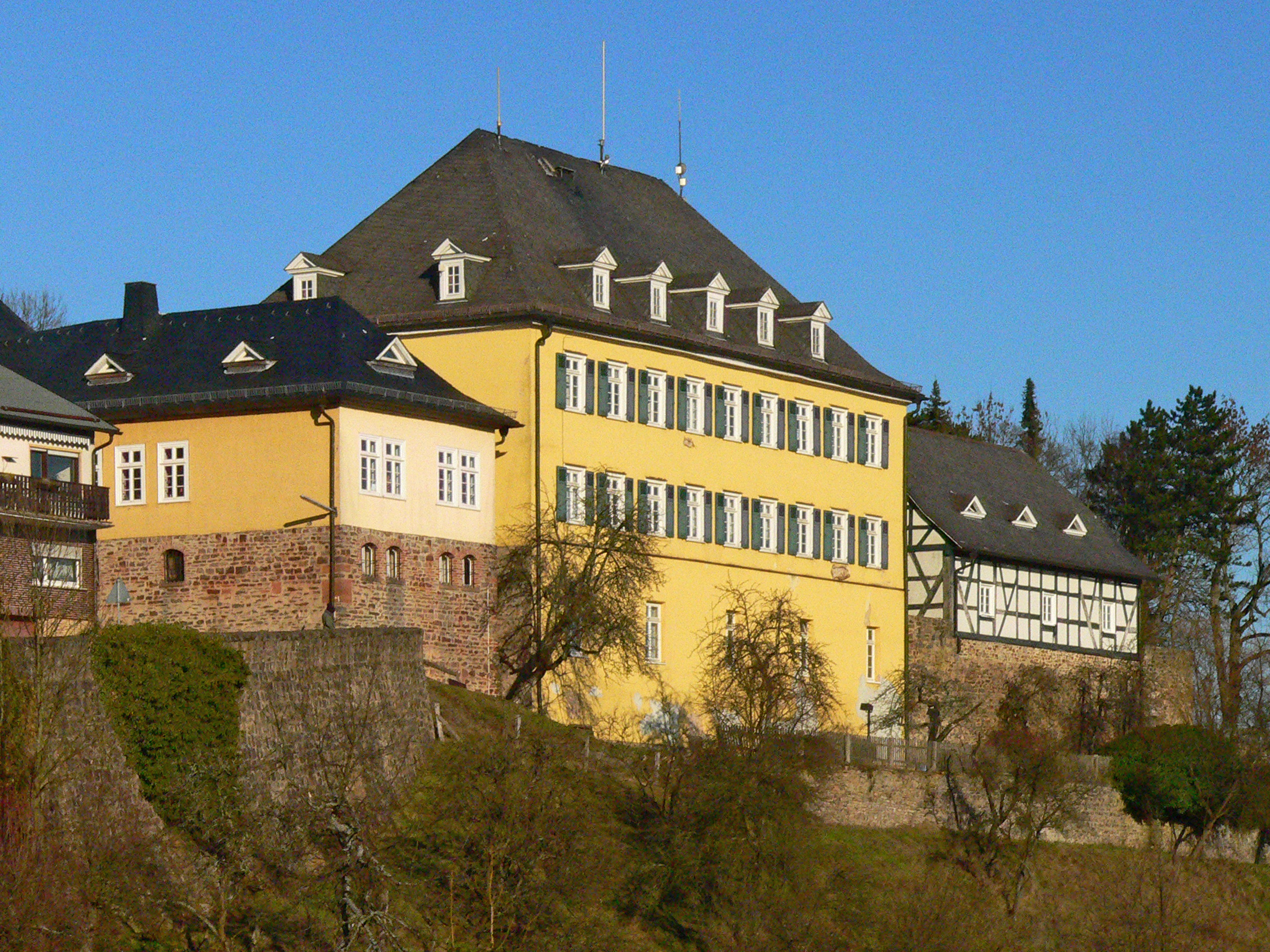
Schloss Battenberg (heute Stadtverwaltung)

Battenberg (Eder) (bis in die 1970er Battenberg/Eder) ist eine Kleinstadt im südwestlichen Teil des nordhessischen Landkreises Waldeck-Frankenberg.
Die Stadt ist namensgebend für ein neuzeitliches (engl. Mountbatten) und ein mittelalterliches Adelsgeschlecht, den Battenbergkuchen sowie die Battenberg-Markierung.

## Geografie

### Geografische Lage
Battenberg liegt im Ederbergland, zu dem der östlich angrenzende Burgwald gehört, am Südrand des Sauerlands und des Rothaargebirges. Die Stadt liegt als Bergstadt auf 320 bis 650 m ü. NN. An ihrem Fuße fließt die Eder, deren Flussbett nördlich der Stadt durch das Naturschutzgebiet Ederknie am Auhammer geschützt wird. Das nächstgelegene Mittelzentrum ist Frankenberg (Eder), als Oberzentrum fungiert die Universitätsstadt Marburg.

### Nachbargemeinden
Battenberg grenzt im Norden und Nordosten an die Gemeinde Allendorf (Eder), im Südosten an die Gemeinde Burgwald (beide im Landkreis Waldeck-Frankenberg), im Süden an die Gemeinde Münchhausen (Landkreis Marburg-Biedenkopf) und im Westen an die Städte Hatzfeld (Landkreis Waldeck-Frankenberg) und Bad Berleburg (Kreis Siegen-Wittgenstein in Nordrhein-Westfalen).

### Stadtgliederung
Die Stadt besteht aus der Kernstadt und vier umliegenden Ortschaften:
- Battenberg, mit der Siedlung Neu-Jägersdorf (Kröge)
- Berghofen
- Dodenau
- Frohnhausen
- Laisa

## Geschichte

### Burg, Amt und Stadt Battenberg

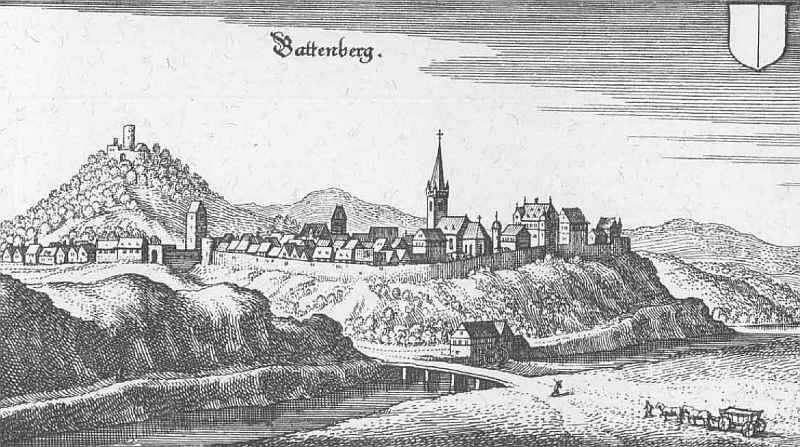
Battenberg – Auszug aus der Topographia Hassiae von Matthäus Merian 1655

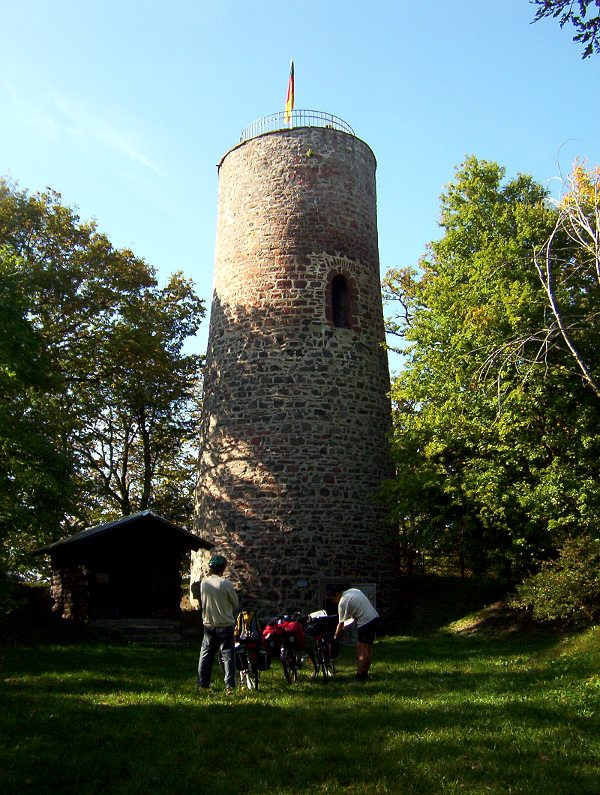
Bergfried der Kellerburg

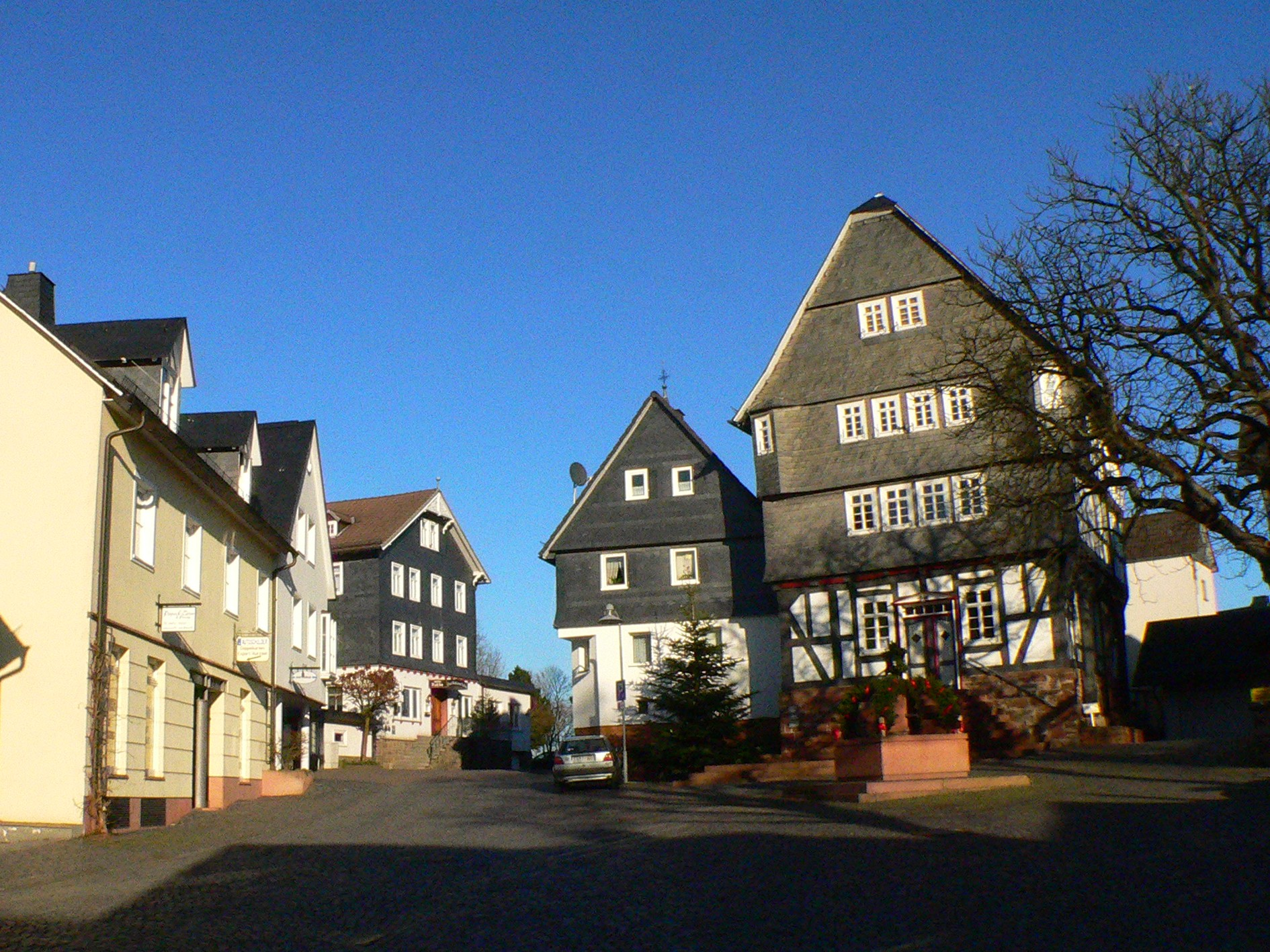
Alter Markt mit Altem Rathaus (Heimatmuseum)

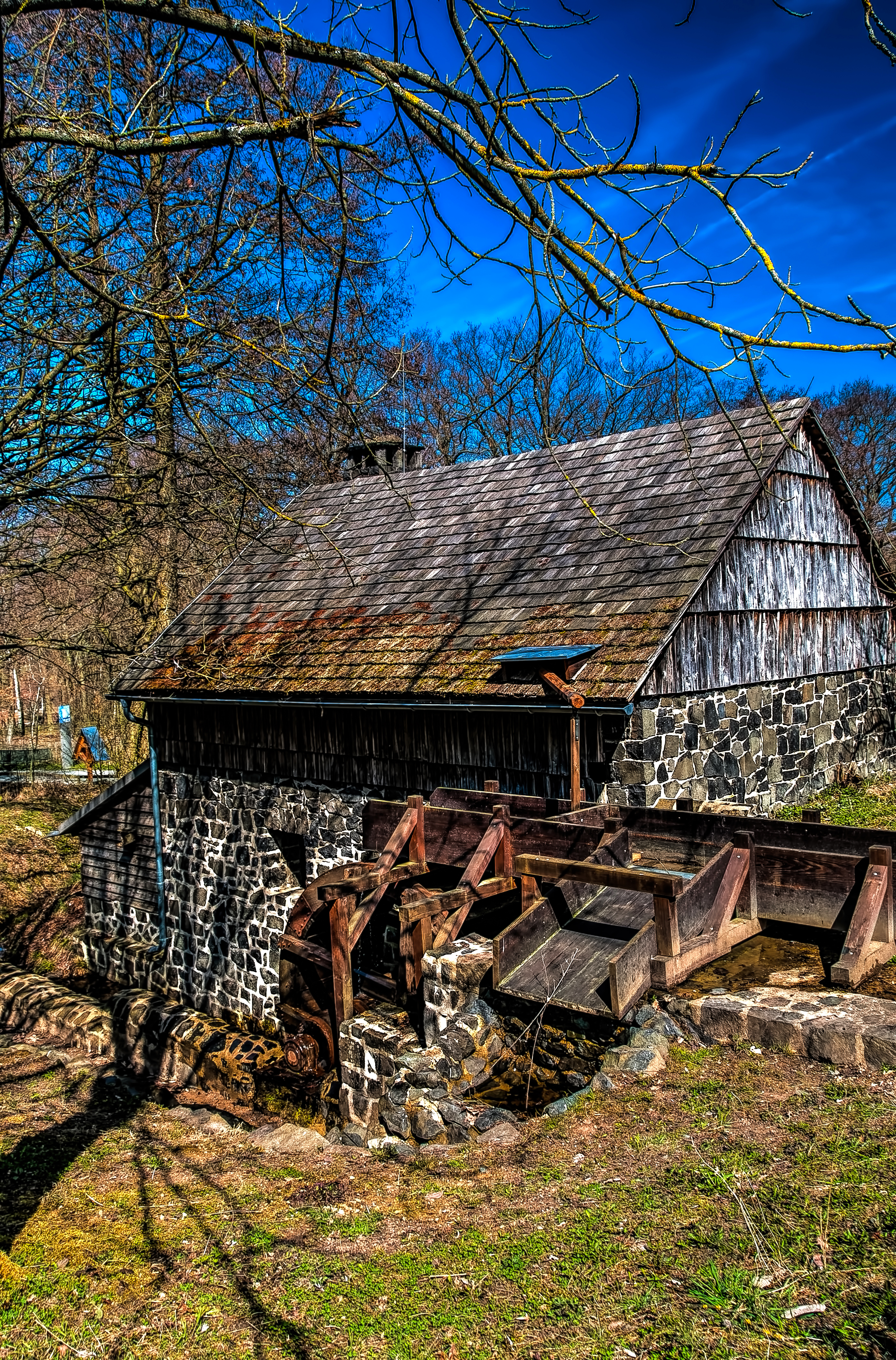
Hammerwerk aus Battenberg im Freilichtmuseum Hessenpark

Bereits in der keltischen Zeit siedelten Menschen auf dem Eisenberg. Ein Zweig des Geschlechts der Grafen von Battenberg und von Wittgenstein (mit Sitz auf Schloss Wittgenstein) regierte ab 1214 die Grafschaft Battenberg. 1226 wurde Battenberg erstmals schriftlich erwähnt und acht Jahre später als Stadt genannt (1234). In den Anfangsjahren des 13. Jahrhunderts wurde wohl während der Herrschaft des Grafen Werner I. von Battenberg und Wittgenstein oder seines Sohnes Widekind I. (Widukind) die Kellerburg errichtet, und die Grafen verlegten ihren Wohnsitz von der alten Burg Battenberg zur Kellerburg. Im Jahre 1238 wurde die Grafschaft Battenberg und Wittgenstein unter den Enkeln des Grafen Werner I. geteilt: Widekind II. erhielt die Battenberger Besitzungen und Siegfried I. die Burg Wittgenstein und die Stadt Laasphe. 1291 sah sich Graf Hermann II. († 1314) von Battenberg, Sohn Widekinds II., aus politischem Druck gezwungen, Teile seiner Grafschaft an das Erzstift Mainz zu verkaufen: Burg und Stadt Battenberg und die Gerichte Laisa, Battenfeld und Münchhausen gingen in Mainzer Besitz über. Stadt und Grafschaft Battenberg (offiziell „Grafschaft Stiffe“ genannt) gingen somit 1291 halb und 1296 ganz in das Eigentum der Erzbischöfe von Mainz über.
Im Jahre 1464 kam das daraus gebildete Amt Battenberg im Zuge der Mainzer Stiftsfehde als Pfandschaft zur Landgrafschaft Hessen, ehe es nach dem Merlauer Vertrag um 1583 vollständig an Hessen-Marburg abgetreten wurde. Infolge des Erlöschens der Marburger Linie gelangte es 1604 an die Landgrafschaft Hessen-Kassel und 1624 als Teil des sogenannten „Hinterlandes“ an die Landgrafschaft Hessen-Darmstadt. Von 1821 bis 1832 war die Stadt Sitz der Verwaltung des „Landratsbezirks“ Battenberg, bis dieser 1832 in den neu geschaffenen Kreis Biedenkopf eingegliedert wurde.
Die Statistisch-topographisch-historische Beschreibung des Großherzogthums Hessen berichtet 1830 über Battenberg:

„Battenberg (L. Bez. gl. N.) Stadt; liegt 11 St. nördlich von Giessen auf einer Anhöhe, an deren Fuß die Eder fließt 1456 Hess. (1120 Par.) Fuß über der Meeresfläche, hat 144 Häuser und 954 Einw., die bis auf 64 Juden evangelisch sind. Battenberg, welches zum Theil noch mit Mauern umgeben, ist der Sitz des Landraths, des Rentamts und des Forstinspektors, und man findet 1 Kirche, 1 Rathhaus, 1 Eisenhammer, der Auhammer genannt, 1 Posthalterei und in Gemarkung Brüche von rothen Sandsteinen. Auf dem Eisenberg liegen die Ruinen des Schlosses Battenberg, das 1464 noch in gutem Stande und der Sitz des Beamten war; 1⁄4 St. von der Stadt befindet sich 1832 Hess. (1409 Par.) Fuß über der Meeresfläche, die Battenberger Warte, aus einem runden Thurm bestehend. Jährlich werden 7 Märkte gehalten. – Die Gegend ist 778 durch die Niederlage der Sachsen zuerst bekannt geworden. Seit der letzten Hälfte des 12. Jahrhunderts erscheinen die Abkömmlinge der Grafen von Hohenlinden, bald unter dem Namen Grafen von Wittgenstein, bald unter dem Grafen: von Battenberg. Diese Grafen besassen nicht allein die Schlösser, nach welchen sie sich benannten, sondern sie machten auch Ansprüche auf die Gerichtsbarkeit anderer, in der Nähe gelegenen und den Landgrafen gehörenden Schlösser. Im Jahr 1228 kam die Hälfte der Schlösser Battenberg und Kellerberg, der zwischen denselben gelegenen Stadt Battenberg etc. um 600 Mark an den Erzbischof Siegfried von Mainz. Jedoch kam die Sache erst 1238 zur Ausführung. Bei der Abtheilung, die 1291 zwischen Graf Hermann von Battenberg und dem Erzstifte Mainz Statt hatte, erhielt jener Schloß Kellerberg, nebst den Gerichten in Allendorf, Rödenau und Bromskirchen, dieses hingegen Schloß und Stadt Battenberg, nebst den Gerichten in Leisa und Battenfeld. Wenige Jahre später, 1297, veräußerte derselbe Hermann das Schloß Kellerberg nebst Zugehör um 2000 Mark dem Erzstifte Mainz. Erzbischof Heinrich von Mainz verkaufte 1304 Stadt und Burg Battenberg dem Grafen Otto von Waldeck, und zwar auf Wiederkauf, welcher auch Statt hatte, indem 1464 Battenberg mit mehreren andern Orten vom Erzbischof Adolph von Mainz dem Landgrafen Heinrich III. um 30,000 fl. versetzt wurde.“

1866 wurde Battenberg mit dem gesamten Hinterland von Preußen annektiert. 1932 wurde Battenberg Teil des Landkreises Frankenberg. Im Zuge der hessischen Verwaltungsreform von 1974 wurden die Landkreise Frankenberg und Waldeck zum Landkreis Waldeck-Frankenberg zusammengelegt.

### Das Haus Battenberg/Mountbatten
1851 erhielt Gräfin Julia Hauke, die morganatische Ehefrau des Prinzen Alexander von Hessen und bei Rhein, den großherzoglich hessischen Fürstenstand mit von Battenberg verliehen, der sich auch auf die gemeinsamen Nachkommen erstrecken sollte. Das Ehepaar wurde damit zu den Begründern des Adelsgeschlechts Battenberg/Mountbatten. Prinzessin Victoria Eugénie von Battenberg war von 1906 bis 1931 durch ihre Heirat mit König Alfons XIII. Königin von Spanien. Die in Großbritannien lebenden Familienmitglieder nahmen ab 1917 aufgrund der zunehmenden Deutschenfeindlichkeit in der Zeit des Ersten Weltkriegs den übersetzten Namen „Mountbatten“ an. Dieser ist heute der Familienname der Marquesses of Milford Haven, außerdem lebt er im Titel der Earls Mountbatten of Burma fort. Die Nachkommen von Königin Elisabeth II. und ihres Gemahls Prinz Philip Mountbatten tragen den Familiennamen Mountbatten-Windsor.

### Eingemeindungen
Am 31. Dezember 1970 wurde im Zuge der Gebietsreform in Hessen die bis dahin selbständige Gemeinde Berghofen auf freiwilliger Basis eingegliedert. Am 1. Februar 1971 kamen die Gemeinden Dodenau und Laisa hinzu. Frohnhausen und Oberasphe folgten am 1. Januar 1974 kraft Landesgesetz. Für alle ehemals eigenständigen Gemeinden und die Kerngemeinde wurden Ortsbezirke mit Ortsbeirat und Ortsvorsteher eingerichtet.
Als im Jahr 1974 im Rahmen der Gebietsreform die Landkreise Frankenberg und Waldeck zum Landkreis Waldeck-Frankenberg sowie die Kreise Biedenkopf und Marburg zum Kreis Marburg-Biedenkopf vereinigt wurden, wurde Oberasphe am 1. Januar 1974 zunächst kraft Landesgesetz ein Ortsteil von Battenberg im erstgenannten Großkreis. Nach heftigen Protesten der Bevölkerung wurde der Ort jedoch bereits ein halbes Jahr später, am 1. Juli 1974, kraft Landesgesetz in die Großgemeinde Münchhausen im Nachbarkreis Marburg-Biedenkopf eingegliedert.

### Verwaltungsgeschichte im Überblick
Die folgende Liste zeigt die Staaten und Verwaltungseinheiten, denen Battenberg angehört(e):

- um 1230: Heiliges Römisches Reich, Grafschaft Battenberg, (Stadt-)Gericht Battenberg
- um 1400: Heiliges Römisches Reich, Kurmainz, Amt Battenberg
- ab 1464: Heiliges Römisches Reich, Landgrafschaft Hessen, Amt Battenberg
- ab 1567: Heiliges Römisches Reich, Landgrafschaft Hessen-Marburg, Amt Battenberg[15]
- 1604–1648: strittig zwischen Hessen-Kassel und Hessen-Darmstadt (Hessenkrieg)
- ab 1604: Heiliges Römisches Reich, Landgrafschaft Hessen-Kassel, Amt Battenberg
- ab 1627: Heiliges Römisches Reich, Landgrafschaft Hessen-Darmstadt, Oberfürstentum Hessen, Amt Battenberg[16]
- ab 1806: Großherzogtum Hessen,[Anm. 2] Fürstentum Oberhessen, Amt Battenberg[17]
- ab 1815: Großherzogtum Hessen, Provinz Oberhessen, Amt Battenberg
- ab 1821: Großherzogtum Hessen, Provinz Oberhessen, Landratsbezirk Battenberg[Anm. 3]
- ab 1832: Großherzogtum Hessen, Provinz Oberhessen, Kreis Biedenkopf
- ab 1848: Großherzogtum Hessen, Regierungsbezirk Biedenkopf
- ab 1852: Großherzogtum Hessen, Provinz Oberhessen, Kreis Biedenkopf
- ab 1867: Königreich Preußen,[Anm. 4] Provinz Hessen-Nassau, Regierungsbezirk Wiesbaden, Kreis Biedenkopf (übergangsweise Hinterlandkreis)[16]
- ab 1871: Deutsches Reich, Königreich Preußen, Provinz Hessen-Nassau, Regierungsbezirk Wiesbaden, Kreis Biedenkopf
- ab 1918: Deutsches Reich (Weimarer Republik), Freistaat Preußen, Provinz Hessen-Nassau, Regierungsbezirk Wiesbaden, Kreis Biedenkopf
- ab 1932: Deutsches Reich, Freistaat Preußen, Provinz Hessen-Nassau, Regierungsbezirk Kassel, Kreis Frankenberg
- ab 1944: Deutsches Reich, Freistaat Preußen, Provinz Kurhessen, Landkreis Frankenberg
- ab 1945: Amerikanische Besatzungszone,[Anm. 5] Groß-Hessen, Regierungsbezirk Kassel, Landkreis Frankenberg
- ab 1946: Amerikanische Besatzungszone, Hessen, Regierungsbezirk Kassel, Landkreis Frankenberg
- ab 1949: Bundesrepublik Deutschland, Hessen, Regierungsbezirk Kassel, Landkreis Frankenberg
- ab 1974: Bundesrepublik Deutschland, Hessen, Regierungsbezirk Kassel, Landkreis Waldeck-Frankenberg

## Bevölkerung

### Einwohnerstruktur 2011
Nach den Erhebungen des Zensus 2011 lebten am Stichtag, dem 9. Mai 2011, in Battenberg 5516 Einwohner. Darunter waren 257 (4,7 %) Ausländer, von denen 150 aus dem EU-Ausland, 87 aus anderen europäischen Ländern und 20 aus anderen Staaten kamen. (Bis zum Jahr 2020 erhöhte sich die Ausländerquote auf 8,3 %.) Nach dem Lebensalter waren 961 Einwohner unter 18 Jahren, 2171 zwischen 18 und 49, 1167 zwischen 50 und 64 und 1214 Einwohner waren älter. Die Einwohner lebten in 2238 Haushalten. Davon waren 586 Singlehaushalte, 596 Paare ohne Kinder und 800 Paare mit Kindern, sowie 212 Alleinerziehende und 44 Wohngemeinschaften. In 441 Haushalten lebten ausschließlich Senioren und in 1443 Haushaltungen lebten keine Senioren.

### Einwohnerentwicklung
Die Einwohnerzahl Battenbergs lag von 1988 an über einen Zeitraum von 20 Jahren relativ konstant bei 5700. Seitdem geht sie im Zuge des demografischen Wandels langsam zurück und lag nach dem Zensus 2011 bei 5479. Gegenüber älteren Fortschreibungen stieg die Bevölkerung allerdings um 90 Einwohner an. Laut der Bertelsmann-Stiftung handelt es sich bei Battenberg um den „Demographietyp 1“, also um einen Ort der Kategorie „Kleinere stabile ländliche Städte und Gemeinden“.
| • 1502: | 46 Bürger                 |
| • 1577: | 93 Haushaltungen          |
| • 1712: | 94 Haushaltungen          |
| • 1806: | 799 Einwohner, 129 Häuser |
| • 1829: | 954 Einwohner, 144 Häuser |

| Battenberg: Einwohnerzahlen von 1791 bis 2020 | Battenberg: Einwohnerzahlen von 1791 bis 2020 | Battenberg: Einwohnerzahlen von 1791 bis 2020 | Battenberg: Einwohnerzahlen von 1791 bis 2020 | Battenberg: Einwohnerzahlen von 1791 bis 2020 |
| --- | --------------------------------------------- | --------------------------------------------- | --------------------------------------------- | --------------------------------------------- |
| Jahr |                                               |                                               |                                               | Einwohner                                     |
| 1791 | 1791                                          |                                               | 791                                           | 791                                           |
| 1800 | 1800                                          |                                               | 779                                           | 779                                           |
| 1806 | 1806                                          |                                               | 799                                           | 799                                           |
| 1829 | 1829                                          |                                               | 954                                           | 954                                           |
| 1834 | 1834                                          |                                               | 1.171                                         | 1.171                                         |
| 1840 | 1840                                          |                                               | 1.216                                         | 1.216                                         |
| 1846 | 1846                                          |                                               | 1.363                                         | 1.363                                         |
| 1852 | 1852                                          |                                               | 1.376                                         | 1.376                                         |
| 1858 | 1858                                          |                                               | 1.361                                         | 1.361                                         |
| 1864 | 1864                                          |                                               | 1.195                                         | 1.195                                         |
| 1871 | 1871                                          |                                               | 1.001                                         | 1.001                                         |
| 1875 | 1875                                          |                                               | 1.033                                         | 1.033                                         |
| 1885 | 1885                                          |                                               | 1.028                                         | 1.028                                         |
| 1895 | 1895                                          |                                               | 959                                           | 959                                           |
| 1905 | 1905                                          |                                               | 956                                           | 956                                           |
| 1910 | 1910                                          |                                               | 990                                           | 990                                           |
| 1925 | 1925                                          |                                               | 1.010                                         | 1.010                                         |
| 1939 | 1939                                          |                                               | 1.321                                         | 1.321                                         |
| 1946 | 1946                                          |                                               | 1.851                                         | 1.851                                         |
| 1950 | 1950                                          |                                               | 1.757                                         | 1.757                                         |
| 1956 | 1956                                          |                                               | 1.660                                         | 1.660                                         |
| 1961 | 1961                                          |                                               | 1.848                                         | 1.848                                         |
| 1967 | 1967                                          |                                               | 2.164                                         | 2.164                                         |
| 1972 | 1972                                          |                                               | 4.517                                         | 4.517                                         |
| 1975 | 1975                                          |                                               | 4.979                                         | 4.979                                         |
| 1980 | 1980                                          |                                               | 5.030                                         | 5.030                                         |
| 1985 | 1985                                          |                                               | 4.975                                         | 4.975                                         |
| 1990 | 1990                                          |                                               | 5.537                                         | 5.537                                         |
| 1995 | 1995                                          |                                               | 5.693                                         | 5.693                                         |
| 2000 | 2000                                          |                                               | 5.752                                         | 5.752                                         |
| 2005 | 2005                                          |                                               | 5.640                                         | 5.640                                         |
| 2010 | 2010                                          |                                               | 5.445                                         | 5.445                                         |
| 2011 | 2011                                          |                                               | 5.516                                         | 5.516                                         |
| 2015 | 2015                                          |                                               | 5.414                                         | 5.414                                         |
| 2020 | 2020                                          |                                               | 5.391                                         | 5.391                                         |
| Datenquelle: Historisches Gemeindeverzeichnis für Hessen: Die Bevölkerung der Gemeinden 1834 bis 1967. Wiesbaden: Hessisches Statistisches Landesamt, 1968. Weitere Quellen: 1972:; ab 1975:; Zensus 2011 Ab 1972 einschließlich der im Zuge der Gebietsreform in Hessen eingegliederten Orte. |                                               |                                               |                                               |                                               |

### Historische Religionszugehörigkeit
| • 1829: | 0890 evangelische (=93,3 %), 64 jüdische (= 6,7 %) Einwohner                                |
| • 1885: | 0949 evangelische, 23 katholische, 56 jüdische Einwohner                                    |
| • 1987: | 3983 evangelische (= 78,1 %), 843 katholische (= 16,5 %), 277 sonstige (= 5,4 %) Einwohner  |
| • 2011: | 3868 evangelische (= 70,1 %), 812 katholische (= 14,7 %), 836 sonstige (= 15,2 %) Einwohner |

## Politik

### Stadtverordnetenversammlung
Die Kommunalwahl am 14. März 2021 lieferte folgendes Ergebnis, in Vergleich gesetzt zu früheren Kommunalwahlen:
| Stadtverordnetenversammlung – Kommunalwahlen 2021 | Stadtverordnetenversammlung – Kommunalwahlen 2021                                                 |
| --- | ------------------------------------------------------------------------------------------------- |
| Stimmenanteil in %Wahlbeteiligung 56,5 % 3020100 22,217,917,516,315,96,33,30,6 BLBaBLDbBLLFBcCDUSPDFDPAfDLuBhGewinne und Verlusteim Vergleich zu 2016 %p 4 2 0 −2 −4 −6+2,4+1,4−0,4−2,6−5,1+1,0+3,3± 0,0BLBBLDBLLFBCDUSPDFDPAfDLuBAnmerkungen:a Bürgerliste Stadt Battenbergb Bürgerliste Dodenauc Bürgerliste der Stadtteile Laisa, Frohnhausen und Berghofenh Liste unabhängiger Bürger in Berghofen | SitzverteilungInsgesamt 31 Sitze - SPD: 5 - BLB: 7 - BLLFB: 5 - BLD: 6 - CDU: 5 - FDP: 2 - AfD: 1 |

| Parteien und Wählergemeinschaften | Parteien und Wählergemeinschaften                           | % 2021 | Sitze 2021 | % 2016 | Sitze 2016 | % 2011 | Sitze 2011 | % 2006 | Sitze 2006 | % 2001 | Sitze 2001 |
| --------------------------------- | ----------------------------------------------------------- | ------ | ---------- | ------ | ---------- | ------ | ---------- | ------ | ---------- | ------ | ---------- |
| BLB                               | Bürgerliste Stadt Battenberg                                | 22,2   | 7          | 19,8   | 6          | 15,0   | 5          | 17,1   | 5          | 19,8   | 6          |
| BLD                               | Bürgerliste Dodenau                                         | 17,9   | 6          | 16,5   | 5          | 14,6   | 4          | 14,1   | 4          | 13,5   | 4          |
| BLLFB                             | Bürgerliste der Stadtteile Laisa, Frohnhausen und Berghofen | 17,5   | 5          | 17,9   | 6          | 18,1   | 6          | 15,5   | 5          | 15,3   | 5          |
| CDU                               | Christlich Demokratische Union Deutschlands                 | 16,3   | 5          | 18,9   | 6          | 20,7   | 6          | 24,4   | 8          | 25,0   | 8          |
| SPD                               | Sozialdemokratische Partei Deutschlands                     | 15,9   | 5          | 21,0   | 6          | 26,0   | 8          | 22,9   | 7          | 20,6   | 6          |
| FDP                               | Freie Demokratische Partei                                  | 6,3    | 2          | 5,3    | 2          | 5,6    | 2          | 5,5    | 2          | 4,1    | 1          |
| AfD                               | Alternative für Deutschland                                 | 3,3    | 1          | –      | –          | –      | –          | –      | –          | –      | –          |
| LuB                               | Liste unabhängiger Bürger in Berghofen                      | 0,6    | –          | 0,6    | –          | –      | –          | 0,5    | 0          | 1,7    | 1          |
| Gesamt                            | Gesamt                                                      | 100,0  | 31         | 100,0  | 31         | 100,0  | 31         | 100,0  | 31         | 100,0  | 31         |
| Wahlbeteiligung in %              | Wahlbeteiligung in %                                        | 56,5   | 56,5       | 51,7   | 51,7       | 51,8   | 51,8       | 49,6   | 49,6       | 55,6   | 55,6       |

### Bürgermeister
Nach der hessischen Kommunalverfassung wird der Bürgermeister für eine sechsjährige Amtszeit gewählt, seit dem Jahr 1993 in einer Direktwahl, und ist Vorsitzender des Magistrats, dem in der Stadt Battenberg (Eder) neben dem Bürgermeister ehrenamtlich ein Erster Stadtrat und fünf weitere Stadträte angehören. Bürgermeister ist seit dem 1. August 2014 Christian Klein (CDU). Er wurde als Nachfolger von Heinfried Horsel, der nach drei Amtszeiten nicht wieder kandidiert hatte, am 25. Mai 2014 im ersten Wahlgang bei 70,32 Prozent Wahlbeteiligung mit 68,9 Prozent der Stimmen gewählt. Es folgte eine Wiederwahl im Februar 2020.
Amtszeiten der Bürgermeister
- 2014–2026 Christian Klein[31]
- 1996–2014 Heinfried Horsel[32]
- 1975–1996 Lutz Klein (CDU) (wechselte am 1. April 1996 als Erster Beigeordneter zum Landeswohlfahrtsverband Hessen)[35]

### Wappen
| Wappen von Battenberg (Eder) | Blasonierung: „Schild gespalten von Schwarz und Silber.“ |
| Wappen von Battenberg (Eder) | Wappenbegründung: Bei dem Wappen der Stadt könnte es sich um eines der ältesten Wappen Hessens handeln. Dies kann deshalb angenommen werden, da sich Battenberg bereits 1291 zur Gänze (ab 1238 zur Hälfte) im Besitz des Erzbistums Mainz befand und die Farbgebung, so man das Wappen erst zu dieser Zeit eingeführt hätte, von den Farben Rot und Weiß geprägt gewesen wäre. Es ist daher sehr wahrscheinlich, dass es noch aus der Zeit der Grafen von Battenberg um das 12. Jahrhundert herum stammt, mithin aus der Urzeit der Wappen, als diese schlichte Identifikationshilfen waren, um aufgrund der aufkommenden Rüstungen Freund und Feind auf dem Schlachtfeld leichter voneinander unterscheiden zu können. Unterstützt wird diese Herleitung durch die Einfachheit der Gestaltung des Battenberger Wappens, da zu jener Zeit noch nicht jede Stadt ein Wappen führte und diese somit in ihrer Entwicklungsgeschichte immer komplizierter werden mussten, um sich noch von den bereits vorhandenen zu unterscheiden. |

### Flagge
Am 20. Mai 1985 genehmigte der Hessische Minister des Innern die Flagge mit folgender Beschreibung:

„Die Flagge der Stadt Battenberg zeigt auf der von Schwarz, Weiß und Schwarz im Verhältnis 1 : 4 : 1 längsteilten Flaggenbahn in der oberen Hälfte der weißen Mittelbahn das Stadtwappen.“

Eine amtliche Hissflagge führt die Stadt nicht. Lokal wird jedoch, angelehnt an die Bannerflagge, eine schwarz-weiß-schwarze Flaggenbahn, belegt mit dem Stadtwappen, verwendet.

### Städtepartnerschaften
Städtepartnerschaften bestehen mit:
- Senonches, Frankreich, seit 1979
- Romsey, Vereinigtes Königreich, seit 1987

#### Städtefreundschaft
Der Kontakt nach Loon op Zand rührt aus den seit 1962 bestehenden freundschaftlichen Bindungen der dortigen Feuerwehr mit der Freiwilligen Feuerwehr aus dem Battenberger Stadtteil Dodenau.
- Loon op Zand (Kaatsheuvel), Niederlande, seit 1982

### Patenschaft
Im oberen Edertal, insbesondere in Battenberg (Eder), haben viele Heimatvertriebene nach dem Zweiten Weltkrieg eine neue Heimat gefunden. Dies war ausschlaggebend, dass Battenberg im Jahre 1951 die Patenschaft für die Stadt Obergeorgenthal und im Jahre 1982 die Patenschaft für die Stadt Oberleutensdorf im Sudetenland übernommen hat.
- Horní Jiřetín (Obergeorgenthal), Tschechien, seit 1951
- Litvínov (Oberleutensdorf), Tschechien, seit 1982

## Kultur und Sehenswürdigkeiten

### Bauwerke

#### Neuburg
Die 1732 als Jagdschloss der Landgrafen erbaute Neuburg ist seit 1971 Sitz der Stadtverwaltung.

#### Bergfried
Mitten in der Stadt liegt der kegelförmige Burgberg. Der restaurierte Bergfried der ehemaligen Kellerburg dient als Aussichtsturm und ist von April bis Oktober für Besucher zugänglich. Er bietet einen guten Ausblick über das gesamte Ederbergland. Reste der Umfassungsmauer und des Wallgrabens aus dem 13. Jahrhundert sind teilweise noch erkennbar.

#### Burgbergstollen
Im Jahr 2000 wurde ein Besucherbergwerk eröffnet. Mit Schutzkleidung und Grubenlampe können die mehr als 150 Jahre alten Stollen und Schächte unter Anleitung erfahrener Führer besichtigt werden. Die Arbeitsbedingungen der Bergleute unter Tage werden anschaulich dargestellt.
Bereits 1839 erhielt Christian Frank aus Hatzfeld die Genehmigung, im Berg nach Braunstein zu schürfen. Um 1850 trieb der Rennertehäuser Kaufmann Benedikt Blumenthal am Hang des Berges einen Stollen in den harten Kieselschiefer, um Braunstein zu fördern. Nach seinem Tod im Jahr 1863 wurden die Bergbaurechte an die Gewerkschaft Burgberg in Siegen vergeben. Ab 1893 wurde das Stollensystem umfangreich erweitert; man setzte Dynamit und zum Abtransport Loren ein. Nach 1900 wurde der Manganerzbergbau eingestellt. Im Zweiten Weltkrieg nutzte man das Stollensystem als Luftschutzbunker.

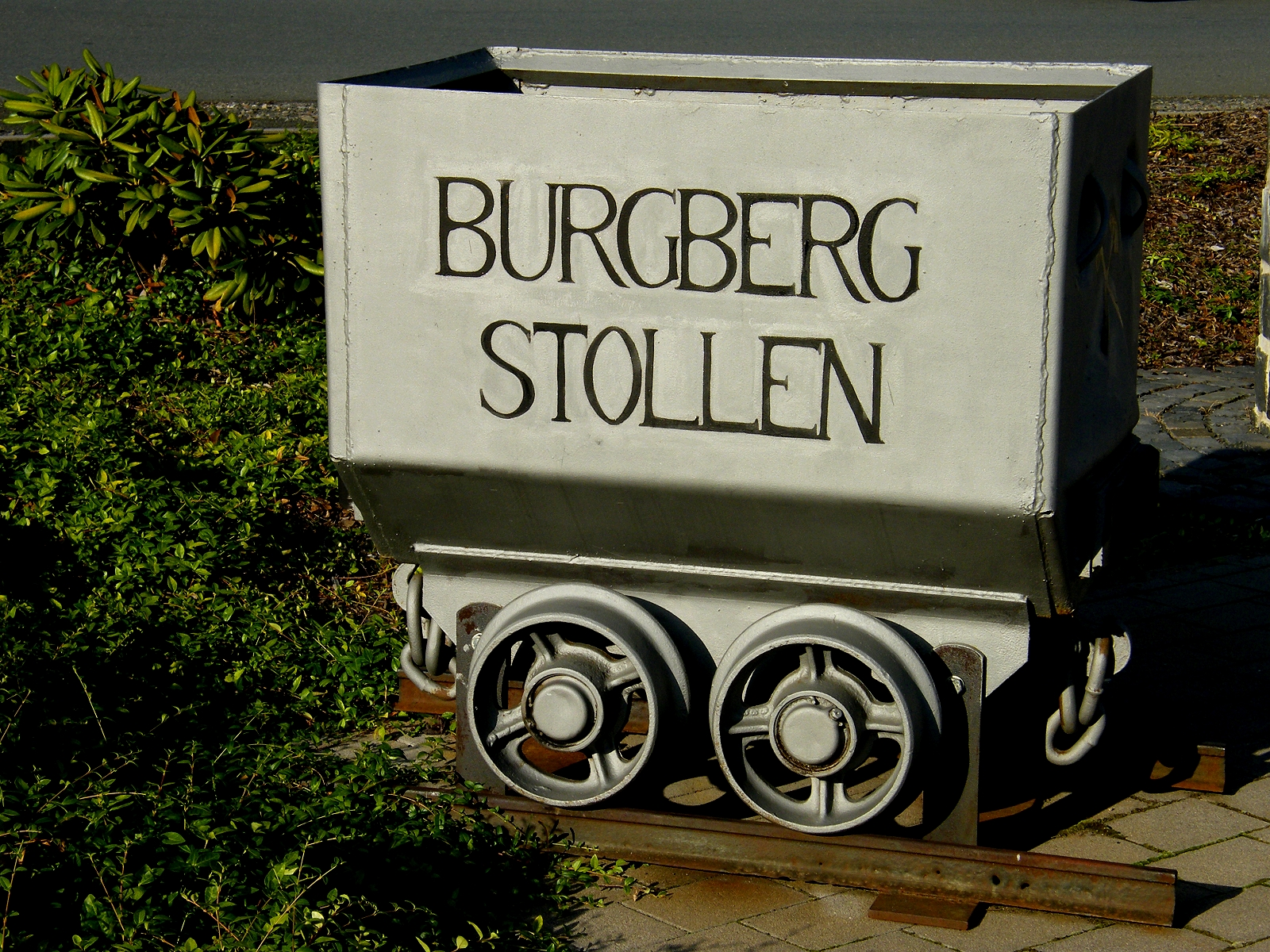
Lore aus dem Burgbergstollen
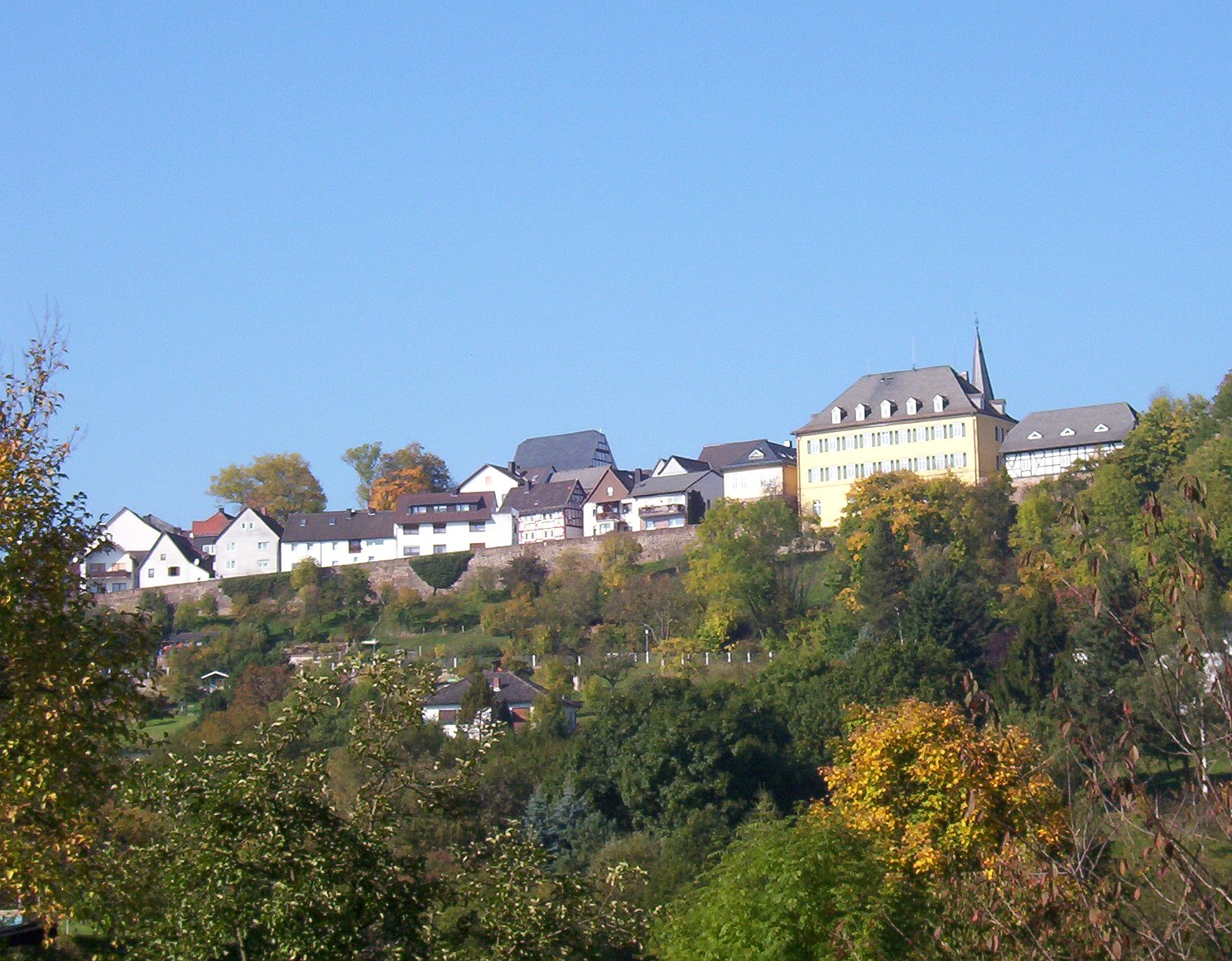
Oberstadt mit Stadtmauer
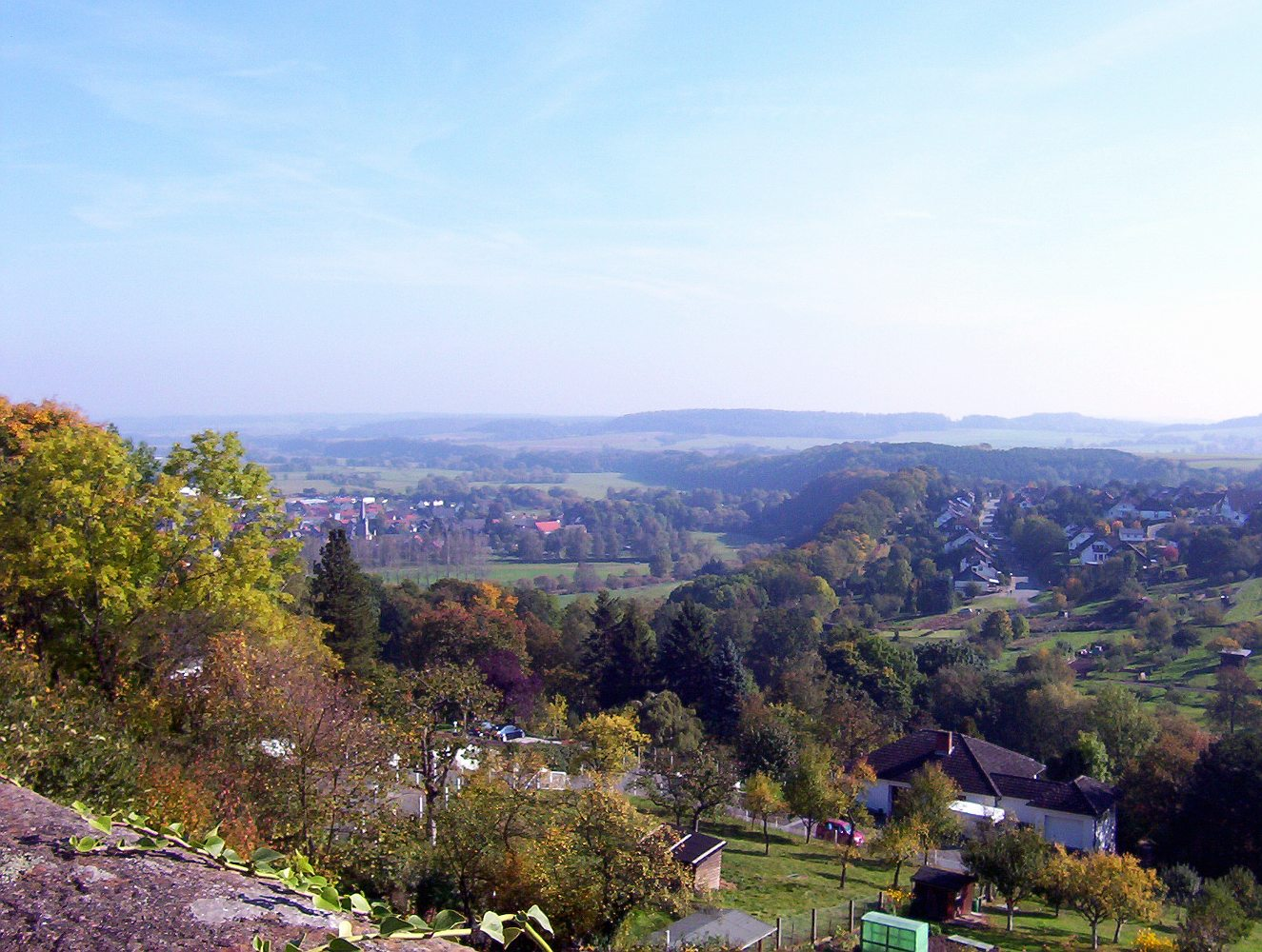
Blick von der Altstadt ins Edertal (links)
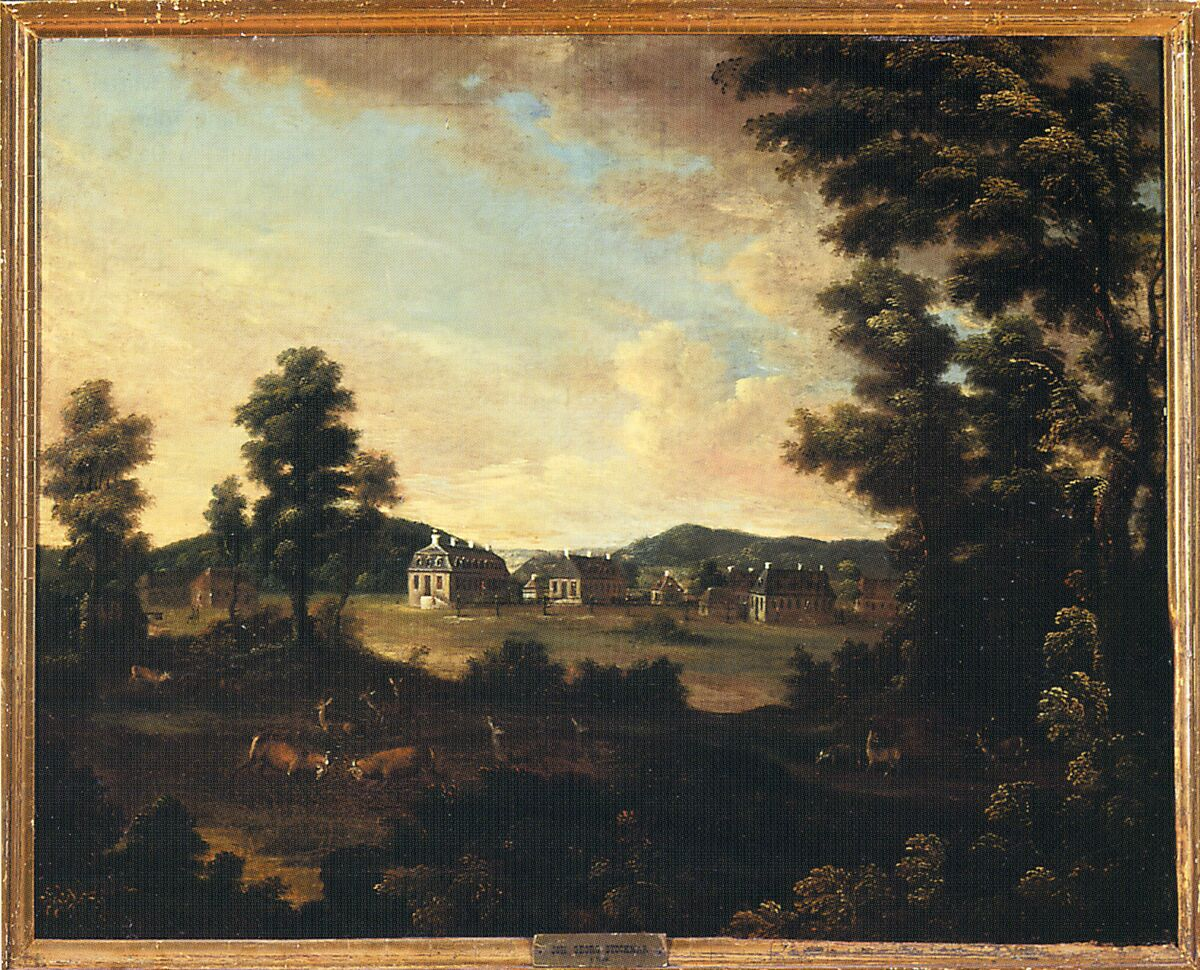
Das ehemalige Jagdschloss Kleudelburg (im 18. Jh.)

### Sport
- TSV Battenberg
- FC Ederbergland

## Wirtschaft und Infrastruktur

### Flächennutzung
Das Gemeindegebiet umfasst 2015 eine Gesamtfläche von 5473 Hektar, davon entfallen in ha auf:
| Nutzungsart             | Nutzungsart             | 2011 | 2015 |
| ----------------------- | ----------------------- | ---- | ---- |
| Gebäude- und Freifläche | Gebäude- und Freifläche | 269  | 272  |
| davon                   | Wohnen                  | 156  | 156  |
|                         | Gewerbe                 | 35   | 35   |
| Betriebsfläche          | Betriebsfläche          | 14   | 14   |
| davon                   | Abbauland               | 2    | 2    |
| Erholungsfläche         | Erholungsfläche         | 23   | 23   |
| davon                   | Grünanlage              | 9    | 9    |
| Verkehrsfläche          | Verkehrsfläche          | 408  | 408  |
| Landwirtschaftsfläche   | Landwirtschaftsfläche   | 1918 | 1914 |
| davon                   | Moor                    | 0    | 0    |
|                         | Heide                   | 0    | 0    |
| Waldfläche              | Waldfläche              | 3732 | 3733 |
| Wasserfläche            | Wasserfläche            | 77   | 77   |
| Sonstige Nutzung        | Sonstige Nutzung        | 32   | 32   |

### Wirtschaftsstruktur
Battenberg verfügt über zwei Gewerbegebiete sowie ein Industriegebiet, in dem unter anderem das Eisenwerk Hasenclever & Sohn beheimatet ist. Der wichtigste Arbeitgeber in der näheren Umgebung sind die Viessmann-Werke in der Nachbargemeinde Allendorf.

### Verkehr

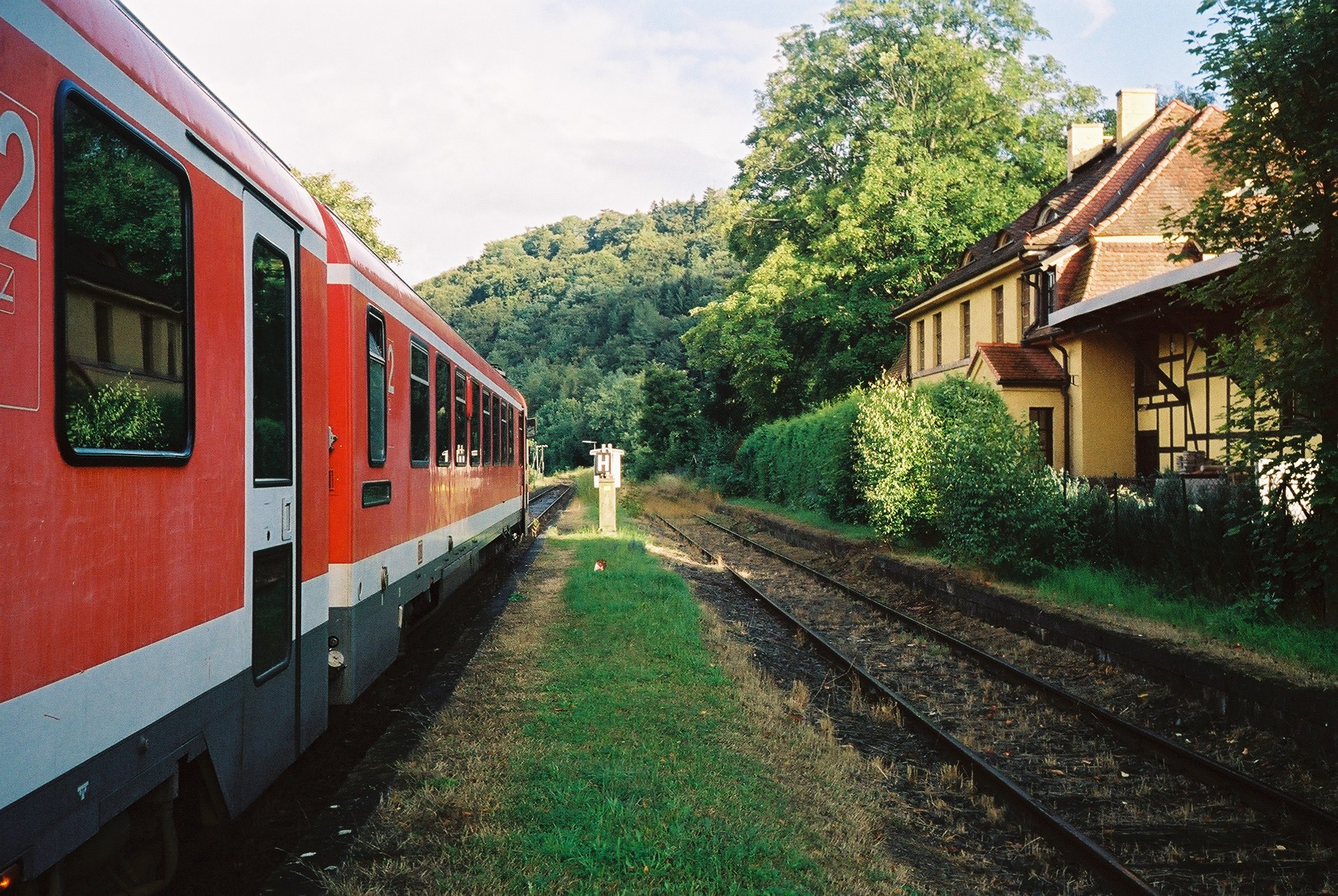
Sonderzug im Jahr 2006 am stillgelegten Bahnhof Battenberg (Eder)

Battenberg befindet sich in der Nähe der Kreuzung der Bundesstraßen B 236 und B 253, welche die Stadt mit Frankenberg, Biedenkopf, Wetter und Hallenberg verbinden.
An der 1910 eröffneten Bahnstrecke Bad Berleburg–Allendorf wurde unterhalb des Ortes im Edertal der Bahnhof Battenberg (Eder) (51° 1′ 19,5″ N, 8° 38′ 18,8″ O) errichtet. Zusätzlich wurde das nördlich gelegene Gewerbegebiet Auhammer mit einem Haltepunkt (51° 1′ 55,8″ N, 8° 37′ 28,3″ O) erschlossen. Auf der Strecke gibt es noch Güterverkehr zwischen Battenberg und Frankenberg. Im Personenverkehr finden nur noch zu Sonderveranstaltungen Fahrten statt.

### Radfernwege
In der Umgebung von Battenberg verlaufen folgende Radwanderwege:
- Der Hessische Radfernweg R6 beginnt in Diemelstadt in Nordhessen und verläuft mit einer Gesamtlänge von 380 km bis nach Lampertheim in Südhessen.
- Der Hessische Radfernweg R8 beginnt in Frankenberg und verläuft über 310 km durch das Gladenbacher Bergland, den Westerwald, den Taunus, Frankfurt am Main und den Odenwald bis an die Bergstraße.
- Der 180 km lange Ederauenradweg beginnt im Rothaargebirge in Nordrhein-Westfalen und heißt in Hessen Eder-Radweg. Er folgt dem Lauf der Eder bis zur Mündung in die Fulda bei Guxhagen.
- Ein Fahrradweg entlang der Oranier-Route verläuft über 400 km von Bad Arolsen nach Nassau. Er verbindet Städte, die seit vielen Jahrhunderten eng mit dem Niederländischen Königshaus verbunden sind.
- Der Lahn-Eder-Radweg beginnt ca. 12 km nördlich von Marburg in Sarnau und führt durch das Tal der Wetschaft und der Nemphe sowie durch den Burgwald bis nach Frankenberg. Er ist vor allem als Verbindungsweg zwischen dem Eder-Radweg und Lahntal-Radweg von Bedeutung.

## Persönlichkeiten

### Söhne und Töchter
- Georg Nigrinus der Ältere (1530–1602), lutherischer Theologe und Geistlicher
- Johann Antrecht (1544–1607), hessen-kasselischer Kanzler
- Johann Molther (1561–1618), evangelischer Geistlicher, Theologe und Hochschullehrer
- Johannes Bode (1638–1699), Theologe, Urgroßvater des Astronomen Johann Elert Bode[39]
- Johann Jonas von Mylius (1650–1708), hessen-darmstädtischer Prinzenerzieher und Regierungsrat
- Ferdinand von Gall (1807–1872), Hoftheater-Intendant zu Oldenburg und Stuttgart und Geschäftsführer des Deutschen Bühnenvereins
- Reinhart Wolff (* 1939), Erziehungswissenschaftler, Soziologe und Hochschullehrer
- Frank Wolff (* 1945), Cellist
- Andreas Steinhöfel (* 1962), Schriftsteller und Übersetzer
- Jens Womelsdorf (* 1980), Landrat des Landkreises Marburg-Biedenkopf
- Leonie Schwertmann (* 1994), Volleyballspielerin

### Personen, die mit der Stadt in Verbindung stehen
- Walter Frevert (1897–1962), leitete von 1928 bis 1936 das Forstamt Battenberg
- Lutz Klein (* 1943), 1975 bis 1996 Bürgermeister von Battenberg, 2003 bis 2009 Regierungspräsident des Regierungsbezirks Kassel